# Винье, Осмунн Улафсон
О́смунн У́лафсон Ви́нье (норв. Aasmund Olavsson Vinje; 6 апреля 1818, Винье, Телемарк, Норвегия — 30 июля 1870, Гран, Оппланн, Норвегия) — норвежский поэт и журналист.
Вошёл в историю Норвегии, прежде всего, как один из создателей и пропагандистов нового норвежского литературного языка — лансмола, основы которого заложил Ивар Осен в середине XIX века.

## Биография
Родился в бедной, но читающей семье. Изучал право в университете. Стал адвокатом.
Друг и соратник Ивара Осена. Был создателем первой газеты «Крестьянин» (Dølen) на языке лансмол, которую сам издавал и редактировал в 1858—1870 годах.
Умер от рака желудка.

## Творчество
Представитель норвежского романтического национализма.
Помимо активной журналистской деятельности, Винье был выдающимся лирическим поэтом. Его стихотворное наследие невелико: сборник «Собрание стихотворений» (En Diktsamling, 1864), а также стихи, опубликованные в «Летних путевых заметках 1860 года» (Ferdaminni fraa Sumaren 1860, опубл. 1861) и в сборнике стихов и прозы «Смешанные зёрна» (Blandkorn, 1867). Его перу также принадлежит также поэма «Парень» (Storegut, 1866). Среди прекрасных образцов его пейзажной лирики, например, «В Рондских горах» (Ved Rondarn).
В центре внимания Винье оказываются также национально-патриотическая тематика («Национальность» — Nasjonalitet) и проблема культурной идентичности («Назад к античности!» — Atende til Antiken!). Произведения Винье призывают читателя, при любых обстоятельствах не терять веру в жизнь, в свои силы, оставаться самим собой.

## Избранные произведения
- En Ballade om Kongen og Kongehuset (1853)
- Ferdaminni fraa Sumaren 1860 (1861)
- A Norseman’s View of Britain and the British (1863)
- Diktsamling (1864)
- Storegut (1866)
- Blandkorn (1867)
- Dølen i eiget Hus atter (1868)
- Um vaart nationale Stræv (1869)

## Память
- В ряде городов Норвегии Осмунну Улафсону Винье установлены памятники, в том числе в Осло.
- В 1968 году к 150-летию со дня рождения поэта почта Норвегии выпустила марку с изображением Винье
- В 1984 году поэт был изображен на норвежской купюре достоинством 50 крон.